# Tichon (Bischof, 1967)

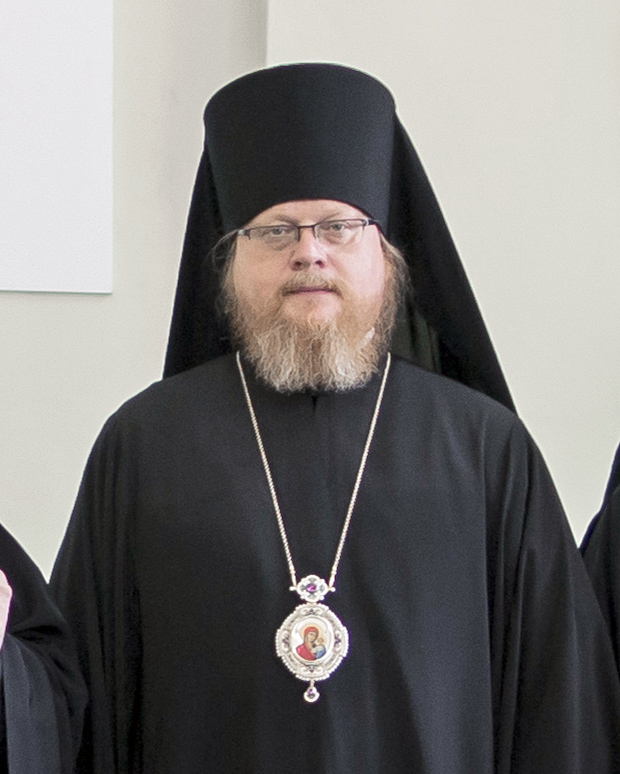
Bischof Tichon (2016)

Tichon (* 13. April 1967 in Moskau als Alexander Wiktorowitsch Saizew; russisch Александр Викторович Зайцев) ist ein russischer russisch-orthodoxer Bischof.

## Leben
Im Jahre 1987 trat Alexander Saizew in das Moskauer Priesterseminar ein. Nach seinem erfolgreichen Abschluss 1991 wurde er in die Moskauer Geistliche Akademie aufgenommen, die er 1995 absolvierte, wobei er seine Inauguraldissertation zur Erlangung der Würde des Kandidaten der Theologie zum Thema Der ehrwürdige Theodor Studites – Lehrer des Mönchsstandes verteidigte. Nach dem Studium unterrichtete er im Moskauer Priesterseminar Liturgik, Homiletik und Altgriechisch.
Am 25. März 1993 erhielt er die Mönchsweihe und nahm den Namen Tichon an, zu Ehren des heiligen Tichon, des Patriarchen von ganz Russland. Am 7. April 1993 wurde Tichon von Bischof Filaret von Dmitrow zum Diakon geweiht. Im August 1995 wurde er Prior der Akademischen Mariä-Schutz-Kirche und am 6. Januar 1996 von Bischof Jewgeni von Wereja zum Priestermönch geweiht. Zu Ostern 1999 erfolgte die Ernennung zum Igumen.
Am 24. Dezember 2004 wurde er zum Mitglied der Russischen Geistlichen Mission in Jerusalem und am 6. Oktober 2006 wurde er zum Leiter der Mission berufen. Seit 2008 war er Mitglied des Rats der Kaiserlichen Orthodoxen Gesellschaft von Palästina. Auf Beschluss des Heiligen Synods vom 31. März 2009 wurde er zum Vorsitzenden der finanziellen und wirtschaftlichen Verwaltung des Patriarchats von Moskau berufen.
Der Heilige Synod ernannte den Archimandriten Tichon am 25. April 2009 zum Bischof von Podolsk sowie zum Vikar des Patriarchen von Moskau und der ganzen Rus, und am Folgetag wurde er in der Christus-Erlöser-Kathedrale in Moskau von Patriarch Kyrill I. und dem Metropoliten von ganz Amerika und Kanada Jona (Paffhausen) zum Bischof geweiht.
Auf Erlass des Patriarchen Kirill vom 31. Dezember 2011 wurde er zum Leiter des Nordöstlichen Vikariats innerhalb der Grenzen des Nordöstlichen Verwaltungsbezirks der Stadt Moskau berufen und durch sein Amt in den Diözesanrat der Stadt Moskau aufgenommen.
Auf Beschluss des Heiligen Synods vom 25. Juli 2014 wurde er zum Administrator der Diözese von Wien und Österreich sowie der Diözese von Budapest und Ungarn berufen unter Beibehaltung des Titels des Bischofs von Podolsk.
Auf Beschluss des Heiligen Synods vom 28. Dezember 2017 wurde er zum Administrator der Berliner Diözese der Russischen Orthodoxen Kirche ernannt unter zeitweiliger Beibehaltung des Titels Bischof von Podolsk. Als Administrator der russisch-orthodoxen Diözese für Wien und Österreich wurde er gleichzeitig abberufen.
Am 9. Januar 2018 wurde er von der Verwaltung des Nordöstlichen Vikariats der Stadt Moskau und der Position des Abtes der Kirche des Heiligen Nikolaus der Wundertäter in Chamowniki befreit. Am 13. April 2021 erhielt er den Titel Erzbischof von Rusa.